# مارتينجال (نظرية الاحتمالات)
مارتينجال (نظرية الاحتمالات) هو مفهوم أساسي في نظرية الاحتمالات، ويستخدم بشكل واسع في مجالات مثل الرياضيات المالية، الإحصاء، ونظرية الألعاب. يُعتبر المارتينجال نموذجًا رياضيًا يُستخدم لوصف سلسلة من المتغيرات العشوائية التي تمثل عملية زمنية، حيث يكون التوقع الشرطي للقيمة المستقبلية مساويًا للقيمة الحالية. في هذا البحث، سنستعرض تعريف المارتينجال، خصائصه، تطبيقاته، وأهميته في نظرية الاحتمالات. 

## تعريف المارتينجال
المارتينجال هو سلسلة من المتغيرات العشوائية $ (X_n) $ تُعرف بأنها مارتينجال إذا كانت تحقق الشرط التالي:
$$E[X_{n+1} | X_1, X_2, \ldots, X_n] = X_n$$
لكل $ n $، حيث $ E $ تمثل التوقع الرياضي. هذا يعني أن التوقع الشرطي للقيمة المستقبلية $ X_{n+1} $ بناءً على المعلومات المتاحة حتى الوقت $ n $ يساوي القيمة الحالية $ X_n $.

## خصائص المارتينجال
- 1. عدم الانحياز: المارتينجال لا يميل إلى الزيادة أو النقصان بمرور الوقت، مما يعني أن متوسط القيم المستقبلية يظل ثابتًا.
- 2. التوقع الشرطي: يُظهر المارتينجال أن التوقع الشرطي للقيمة المستقبلية يعتمد فقط على المعلومات الحالية، وليس على القيم السابقة.
- 3. الاستمرارية: إذا كانت $ (X_n) $ مارتينجال، فإنها تستمر في الحفاظ على خاصية المارتينجال في المستقبل.

## أنواع المارتينجال
- 1. مارتينجال بسيط: هو مارتينجال حيث تكون المتغيرات العشوائية مستقلة ومتوزعة بشكل متساوٍ.
- 2. مارتينجال مشروط: هو مارتينجال يعتمد على معلومات إضافية أو متغيرات عشوائية أخرى.
- 3. مارتينجال متقطع: هو مارتينجال يتم تعريفه على فترات زمنية محددة.

## تطبيقات المارتينجال
- 1. الرياضيات المالية: يُستخدم المارتينجال في نمذجة الأسعار في الأسواق المالية، حيث يُعتبر نموذجًا لتوقع حركة الأسعار.
- 2. نظرية الألعاب: يُستخدم المارتينجال في تحليل استراتيجيات الألعاب، حيث يمكن أن يساعد في تحديد الاستراتيجيات المثلى.
- 3. الإحصاء: يُستخدم المارتينجال في تصميم التجارب وتحليل البيانات، حيث يمكن أن يساعد في فهم سلوك المتغيرات العشوائية.

## أهمية المارتينجال
- نظرية الاحتمالات: يُعتبر المارتينجال أداة قوية لفهم العمليات العشوائية، ويُستخدم في تطوير نظريات جديدة في الاحتمالات.
- التحليل الرياضي: يُستخدم المارتينجال في إثبات العديد من النتائج الرياضية المهمة، مثل نظرية المارتينجال.
- التطبيقات العملية: يُستخدم في مجالات متعددة مثل الاقتصاد، العلوم الاجتماعية، والهندسة.